# Camburat
Camburat é uma comuna francesa na região administrativa de Occitânia, no departamento de Lot. Estende-se por uma área de 8,03 km². Em 2010 a comuna tinha 436 habitantes (densidade: 54,3 hab./km²).